# Ćićevac
Ćićevac (serbisch-kyrillisch Ћићевац) ist eine Stadt in Zentralserbien mit rund 4700 Einwohnern. Sie liegt im Okrug Rasina und ist Sitz der Opština Ćićevac.
1941 besetzte während des Zweiten Weltkrieges der Tschetnik-Führer Kosta Pećanac mit seinen Leuten das Dorf und hielt es, bis er 1944 von den Partisanen vertrieben wurde.
Ćićevac hat eine Städtepartnerschaft mit Sveti Nikola in Nordmazedonien.